# Hygroaster nauseosodulcis
Hygroaster nauseosodulcis är en svampart som tillhör divisionen basidiesvampar, och som först beskrevs av Egon Horak, och fick sitt nu gällande namn av Erhard Ludwig. Hygroaster nauseosodulcis ingår i släktet Hygroaster, och familjen Hygrophoraceae. Arten har ej påträffats i Sverige.